# Klaas van der Meulen (schip, 1912)
Klaas van der Meulen is de huidige naam van het skûtsje dat voor de SKS-commissie van Woudsend uitkomt. Het schip heette eerder Keimpe van der Meulen, naar de vader van schipper/eigenaar Klaas van der Meulen. Na het overlijden van Klaas in 1973 hebben zijn zoons het skûtsje zijn naam gegeven. 

## Geschiedenis
Het skûtsje is in 1912 gebouwd op Scheepswerf De Pijp in Drachten. De eerste eigenaar en schipper was Sjoerd Joukes Visser uit Idskenhuizen die het skutsje Solo deo Gloria (Alleen aan God de Eer) noemde en kocht voor 2975 gulden. In 1920 werd zijn neef Pieter Rintjes Visser uit Langweer de schipper tot circa 1952, waarna het skutsje werd verkocht aan baggerwerken Haringsma. In 1965 kocht Klaas van der Meulen het skutsje, dat inmiddels tot woonboot was verbouwd en bracht het terug in "oude" staat en als wedstrijdskutsje voor het skûtsjesilen bij de SKS. 
In de achjarige periode van 1965-1972 werd hij achtereenvolgens 7e, 3e, 3e, 3e, 9e, 8e, 7e en 4e in het eindklassement. In 1973 is Van der Meulen tijdens het skûtsjesilen in het SKS-kampioenschap bij Stavoren na een hartaanval overleden. 
Het skûtsje werd eigendom van de Erven van der Meulen, later ondergebracht in de Stichting Skûtsje Klaas van der Meulen. Hij is als schipper voor Woudsend opgevolgd door zijn zoons die dit ieder dertien jaar invulden, Keimpe van 1974-1986, Taeke van 1987-1999 en Ype van 2000-2012. Het familieschip werd hierbij in 1974 omgedoopt tot Klaas van der Meulen. Keimpe werd in 1981 derde, in 1982 tweede in het eindklassement en kampioen in 1985. Teake eindigde als derde in 1987 en werd kampioen in 1989 en 1991. De hoogste eindklassering van zoon Ype was de vierde plaats in 2003.
De periode 2013-2044 wordt door vier kleinzonen ingevuld voor ieder acht jaar.  Teake Klaas van der Meulen (Teakeszoon) vulde de periode 2013-2020 in, de vijfde plaats in 2015 was zijn hoogste eindklassering. In 2021 werd hij opgevolgd door zijn neef Klaas van der Meulen.

## Namen
- Keimpe van der Meulen (1965-1973)
- Klaas van der Meulen (1974-heden)

## Schippers
Sjoerd Joukes Visser van 1912-1920 en Pieter Rintjes Visser van 1920 tot circa 1952 op de Soli Deo Gloria.
- Klaas van der Meulen	(1965-1973)
- Keimpe van der Meulen (1974-1986)
- Teake van der Meulen (1987-1999)
- Ype van der Meulen (2000-2012)
- Teake Klaas van der Meulen (Teakeszoon) (2013-2020)
- Klaas van der Meulen (Ypeszoon) (2020-heden)